# Hampton (Flórida)
Hampton é uma cidade localizada no estado americano da Flórida, no condado de Bradford. Foi incorporada em 1870.

## Geografia
De acordo com o United States Census Bureau, a cidade tem uma área de 2,7 km², onde todos os 2,7 km² estão cobertos por terra.

## Demografia
Segundo o censo nacional de 2010, a sua população é de 500 habitantes e sua densidade populacional é de 185,6 hab/km². É a localidade que, em 10 anos, teve o maior crescimento populacional do condado de Bradford. Possui 232 residências, que resulta em uma densidade de 86,1 residências/km².